# همه‌چیز برای یک دختر (فیلم ۱۹۱۶)
همه‌چیز برای یک دختر (انگلیسی: All for a Girl) یک فیلم صامت آمریکایی است که در سال ۱۹۱۶ منتشر شد. از بازیگران آن می‌توان به اولیور هاردی، بیلی روژ و السی مک‌کلاد اشاره کرد.

## موضوع فیلم
«پلامپ» و «رانت» هر دو به دختری به نام «الیز» علاقه‌مند هستند. اما الیز به خواستگاری پاسخ مثبت خواهد داد که شغل بهتری داشته باشد.